# Тілоохоронець дружини кілера
«Тілоохоронець дружини кілера» (англ. Hitman's Wife's Bodyguard) — американський бойовик, комедійний фільм режисера Патріка Г'юза, зі сценаристами Томом О'Коннором і Брендоном та Філіпом Мерфі. Це продовження фільму 2017 року «Тілоохоронець кілера». Зірки фільму: Раян Рейнольдс, Семюел Л. Джексон, Сальма Гаєк, Френк Грілло, Річард Грант, Том Гоппер, Антоніо Бандерас та Морган Фрімен. Прем'єра фільму відбулася у США 16 червня 2021 року.

## Сюжет
Через три роки після подій оригінального фільму, охоронець Майкл Брайс продовжує свою дружбу з вбивцею Даріусом Кінкейдом, коли вони починають нову пригоду, щоб врятувати Соню, дружину Даріуса, від нових загроз.

## У ролях
- Раян Рейнольдс — Майкл Брайс
  - Бартол Гроздек — молодий Майкл Брайс
- Семюел Л. Джексон — Дарій Кінкейд
- Сальма Гаєк — Соні Кінкейд
- Френк Ґрілло — Боббі О’Ніл
- Антоніо Бандерас — Арістотель Пападопулос
- Морган Фрімен — Майкл Брайс-старший
- Річард Грант — містер Сейферт
- Том Гоппер — Магнуссон
- Крістофер Каміясу — Зенто
- Габріелла Райт — Вероніка

## Виробництво
У травні 2018 року було оголошено, що Раян Рейнольдс, Семюел Лірой Джексон та Сальма Гаєк на початку переговорів щодо репрезентування своїх ролей у продовженні фільму 2017 року Охоронець кілера під назвою Охоронець дружини кілера, плануючи розпочати зйомку пізніше. Поки Lionsgate вела переговори про права у Сполучених Штатах, Патрік Г'юз також вів переговори про повернення до режисерських обов'язків. У листопаді 2018 року Lionsgate придбав права для США у Millennium Films. Рейнольдс, Джексон та Гаєк також офіційно підписалися на участь у продовженні. У березні 2019 року до складу фільму приєдналися Френк Грілло, Морган Фріман, Антоніо Бандерас і Том Хоппер, а Річард Е. Грант повторював свою роль з першої частини.
Зйомки фільму розпочалися 2 березня 2019 року в Європі. Зйомки фільму проходили в Італії, Хорватії, Словенії, Болгарії та Великій Британії.

## Реліз
Фільм вийшов в США 16 червня 2021 року.